# Coma-rodona
Coma-rodona és una masia del municipi de la Nou de Berguedà (Berguedà) inclosa en l'Inventari del Patrimoni Arquitectònic de Catalunya.

## Descripció
Masia d'estructura clàssica, coberta a dues vessants i amb el carener perpendicular, a la façana de migdia. Els murs són fets amb maçoneria molt irregular pròpia dels sectors muntanyencs de la comarca. Les obertures, de petites dimensions es distribueixen per les façanes de llevant i migdia, fetes amb llindes de fusta. La façana de migdia té un porxo modern i la nova porta d'accés s'ha obert a llevant.

## Història
Construïda al segle xviii dins dels dominis jurisdiccionals del monestir de Santa Maria de Ripoll a la parròquia de Sant Martí de la Nou.